# Василевка (Ясиноватский район)
Василевка или Васильевка (укр. Василівка) — село находится в Покровском районе Донецкой области, Украины. С 2014 года населённый пункт контролируется самопровозглашённой Донецкой Народной Республикой; согласно её административно-территориальному делению, село входит в Ясиноватский район.

## География
К западу, северо-западу, северу от населённого пункта проходила линия разграничения сил в Донбассе, установленная согласно Вторым минским соглашениям.
В 1965—2020 годах село входило с состав Ясиноватский район. 17 июля 2020 года в рамках административно-территориальной реформы на Украине Ясиноватский район был упразднён и его территория, включая село Васильевку, была присоединена к Покровскому району.
В Донецкой области имеется ещё 6 одноимённых населённых пунктов, в том числе расположенные неподалёку село Василевка (севернее Ясиновки) и село Василевка в Бахмутском районе.

## Население
Население по переписи 2001 года составляло 371 человека.

## Общие сведения
Код КОАТУУ — 1425555201. Почтовый индекс — 86000. Телефонный код — 6236.